# Гутиска
Гутиска (укр. Гутиська) — река на Украине, протекает по территории Шепетовского района Хмельницкой области. Левый приток реки Устье (бассейн Днепра).
Длина реки 13 км. Площадь водосборного бассейна 48 км². Уклон реки 0,8 м/км. Скорость течения 0,2 м/с. Долина равнинная, шириной 0,1—0,5 км. Русло извилистое в верховье, в средней части и низовьях выпрямленное, шириной до 1,5 м, глубиной 0,3—0,7 м. Используется для технического, сельскохозяйственного и бытового водоснабжения.
Вытекает из источников вблизи села Шекеринцы. Впадает в реку Устье вблизи села Сивер.
Питание преимущественно снеговое и дождевое, частично из источников. Ледостав с середины декабря до начала марта. В среднем течении и низовьях построена мелиоративная система «Устье». Имеет шесть притоков общей протяжённостью 16 км. В верхней части русла построено несколько прудов.
На реке расположены сёла Шекеринцы, Старая Гутиска, Новая Гутиска, Малая Радогощь, Большая Радогощь, Сивер.